# Die amourösen Nächte des Ali Baba
Die amourösen Nächte des Ali Baba (Originaltitel: Le amorosi notti di Alì Babà) ist ein 1973 inszenierter Abenteuerfilm mit Erotikeinlagen, den Luigi Latini De Marchi inszenierte. Die deutschsprachige Erstaufführung fand auf Video statt.

## Handlung
Ali Baba, Sohn des obersten Richters im Kalifat, ist ein unverbesserlicher Frauenheld. Eine seiner vielen Eroberungen ist die schwedische Frau des Palastgärtners, Astrid. Sein Vater hingegen, nach doppelter Enttäuschung zum Frauenhasser geworden, will gegen die Liederlichkeiten vorgehen und bestellt deshalb Professor Freuch an den Hof, der gesetzlich gegen die Weiblichkeit vorgehen soll. Ali versucht, mit allen Mitteln, die Kreise von Freuch zu stören; mehr als einmal muss er aber der Verurteilung von Frauen bei Gericht durch seinen Vater miterleben. Als die Frauen des Kalifats unter Anführung von Astrid revoltieren, greift der Kalif ein. Mit Schläue und Zaubertrank bringt er die Frauen, den Kadi und sogar den homosexuellen Neffen der Haremschefin Zada zusammen. Auch Ali Baba kann so seine Vorlieben ausleben. Als die Wirkung des Trankes nachlässt, wendet sich Isba dem Professor zu, der voller Angst aus dem Reiche flieht. Ali Baba heiratet unterdes Zada und verlässt ebenfalls das Kalifat.

## Kritik
„Das Märchengewand ist in den Händen des Regisseurs nur dazu da, es herunterzureißen, um auf der Leinwand eine Mixtur von Obszönitäten, Nacktheit, Orgien und vulgärer Sprache zu zeigen. Dabei entgleitet das mittelmäßige Ensemble vollständig dem Kurs des Filmemachers, der offenbar auch mit der Künstlichkeit der Ausstattung überfordert war.“, schrieben „Segnalazioni Cinematografiche“. P. Virgintino wunderte sich in der „Gazzetta del Mezzogiorno“, „wie dieses dilettantische und schale Filmchen überhaupt den Weg auf die Leinwand finden konnte“